# Be Up a Hello
Be Up a Hello è il quindicesimo album in studio del musicista britannico Squarepusher, pubblicato nel 2020.

## Tracce
1. Oberlove – 3:51
2. Hitsonu – 4:13
3. Nervelevers – 5:29
4. Speedcrank – 5:53
5. Detroit People Mover – 4:27
6. Vortrack – 5:27
7. Terminal Slam – 4:56
8. Mekrev Bass – 7:11
9. 80 Ondula – 5:45